# The Real Ghostbusters (videojuego de 1987)
The Real Ghostbusters es un juego de arcade de disparos de 1987 desarrollado y distribuido por Data East. Está basado libremente en Ghostbusters. En Japón, Data East lo lanzó como un juego de arcade que no es de Ghostbusters bajo el título Meikyuu Hunter G. En 1989, Activision distribuyó The Real Ghostbusters para Amiga, Amstrad CPC, Atari ST, Commodore 64 y ZX Spectrum.

## Jugabilidad
The Real Ghostbusters es un juego de disparos basado vagamente en la franquicia Ghostbusters. Cuenta con 10 niveles, cada uno visto desde una perspectiva aérea en ángulo. El jugador controlará a un miembro del equipo de los cazafantasmas que deberá defenderse de varios monstruos y fantasmas mientras completa cada nivel en un límite de tiempo. Los monstruos morirán si el jugador les dispara, y el jugador ganará puntos de bonificación atrapando el alma de cada monstruo, lo que se logra usando un rayo de protones para succionar al fantasma.
Los ítems adicionales que podrán ayudar al jugador se encuentran ocultos a lo largo del juego en objetos como bidones de aceite y carretillas. Estos ítems incluyen mejoras de armas o un fantasma Slimer que protegerá al jugador matando a los enemigos que se acerquen demasiado. Al final de cada nivel se presentará un fantasma jefe que, tras ser derrotado, dejará atrás una llave que permitirá al jugador acceder al siguiente nivel. La versión de arcade incluye una opción multijugador de hasta tres jugadores, mientras que las versiones de computadora solo cuentan con una opción para dos jugadores en el modo multijugador.
Meikyuu Hunter G presenta ocho niveles similares a The Real Ghostbusters pero con diferentes diseños. Cuenta con menos armamento que The Real Ghostbusters y el modo multijugador solo admite dos jugadores en lugar de tres.

## Desarrollo y lanzamiento
Akira Sakuma, un exprogramador de Data East, declaró en 2023 en su cuenta de Twitter que The Real Ghostbusters se desarrolló desde el principio como un juego de arcade de Ghostbusters destinado específicamente a los mercados extranjeros. Debido a restricciones de licencia, se lanzó en Japón con modificaciones como un juego de arcade que no era de Ghostbusters. La letra «G» al final del título japonés Meikyuu Hunter G fue elegida directamente en referencia a Ghostbusters. Aunque The Real Ghostbusters sea la versión original del juego, Meikyuu Hunter G salió primero, aunque en el mismo año. La mayoría de los enemigos fueron rediseñados para Meikyuu Hunter G, que también eliminó la canción «Ghostbusters» de Ray Parker Jr. del juego.
En 1989, Activision distribuyó versiones de The Real Ghostbusters para varias plataformas informáticas en Europa, entre ellas Amiga, Amstrad CPC, Atari ST, Commodore 64 (C64) y ZX Spectrum. En el Reino Unido, en 1991, The Hit Squad distribuyó The Real Ghostbusters como una reedición de bajo presupuesto para CPC y C64.

## Recepción
Chris Jenkins de ACE calificó la versión arcade como «enormemente divertida» y creía que se convertiría en un éxito, mientras que John Cook de Computer and Video Games (CVG) consideró que la versión arcade y sus conversiones para computadora eran mediocres, y creía que el juego atraería principalmente a los fanáticos de Ghostbusters y a los «jugadores poco exigentes». Algunos críticos criticaron las versiones para computadora por sus gráficos, sprites de personajes, y desplazamiento. Los críticos tuvieron opiniones diferentes sobre si The Real Ghostbusters era un juego superior al juego Ghostbusters original de Activision.
Andy Smith de ACE revisó las versiones Atari ST y ZX Spectrum y las consideró una reproducción precisa del juego arcade, pero criticó los gráficos, la detección de colisiones, la jugabilidad y la perspectiva «confusa». Zzap!64 criticó los gráficos y el sonido de las versiones de C64 y Amiga, y también criticó a esta última versión por la mala detección de colisiones. The Games Machine consideró que el esquema de colores de la versión de Amstrad CPC era poco atractivo, y afirmó que la versión de Atari ST era tan «poco impresionante» como la versión de Amiga. La versión ST fue criticada por su animación, música y sonido «crudos» y movimientos bruscos, con la conclusión de que solo atraería a los verdaderos fanáticos de Ghostbusters.
Mark Patterson de CU Commodore User Amiga-64 consideró que el personaje jugable era «pequeño, cuadrado y mal animado», y consideró que los movimientos del personaje eran difíciles de realizar debido a la perspectiva del juego. Los críticos de Crash llamaron al juego «adictivo y muy agradable», aclamando los gráficos, la música y la jugabilidad, aunque un analista criticó el modo para dos jugadores por problemas relacionados con los controles y el desplazamiento.
Stuart C. Russell de Amiga Computing elogió el sonido y la opción para dos jugadores, pero criticó los gráficos, el desplazamiento, la jugabilidad y los sprites de los personajes. Russell mencionó que la versión de arcade tenía gráficos muy fluidos y claros y un sonido superior. Gordon Hamlett de Your Amiga consideró que los gráficos eran adecuados, pero criticó la presencia de una secuencia de carga que se produce para reiniciar cada nivel cada vez que el jugador muere. Hamlett lo consideró un juego de disparos promedio y afirmó que la pantalla no se desplaza a menos que el jugador esté en el borde de la misma, con el resultado de que «con frecuencia te disparan y te matan criaturas que en realidad no puedes ver».
El ZX Spectrum fue criticado por errores visuales, mientras que The Games Machine criticó los sprites de los personajes jugables por estar delineados «densamente y de manera poco atractiva en negro», pero dijo que las criaturas estaban bien animadas. Your Sinclair criticó los gráficos, la música, los controles difíciles y el desplazamiento entrecortado de la versión de ZX Spectrum, mientras que Sinclair User criticó la perspectiva y creyó que solo atraería a los fanáticos de Ghostbusters.

### Recepción posterior
Richard Leadbetter de CVG, al reseñar el relanzamiento de Amstrad CPC, criticó el desplazamiento entrecortado del juego, la jugabilidad repetitiva y su esquema de colores. Commodore Format consideró que valía la pena echarle un vistazo al relanzamiento de C64, elogiando su sonido y abundancia de jugabilidad, mientras escribía que los gráficos se veían bastante bien. Zzap!64 criticó los pequeños sprites de los personajes, así como los gráficos sosos y repetitivos.
En 2014, Robert Workman de Shacknews lo clasificó entre los tres mejores juegos de Ghostbusters, llamándolo un clásico y una delicia, pero pensó que la canción principal se usaba demasiado. En 2016, Luke McKinney de Den of Geek también lo clasificó entre los mejores de la serie, escribiendo que ofrecía los gráficos de píxeles gruesos y la acción que los fanáticos habían querido. También dijo que el juego se habría beneficiado de controles similares a Smash TV y más música, pero concluyó que el juego era una buena manera de disparar algunas monedas y corrientes de protones.[26]
En 2019, Kurt Kalata de HardcoreGaming101.net declaró que The Real Ghostbusters era más refinado que su contraparte japonesa, y escribió que si bien la versión de Ghostbusters «no era exactamente emocionante», Meikyuu Hunter G no era divertido debido a la gran cantidad de enemigos, mientras que Ghostbusters es jugable en virtud de dar a los jugadores armas más poderosas. Kalata consideró que la música del tema principal de «Ghostbusters» está bien renderizada, pero escribió que luego se vuelve repetitiva. Kalata dijo que las versiones de Amiga y Atari ST tienen una animación entrecortada y algunos efectos de sonido molestos. La versión de Commodore 64 la consideró más fluida, pero la detección de impactos la sintió dudosa. También dijo que la versión de Amstrad CPC tenía algunos colores malos y que era bastante entrecortada. Por último, dijo que la versión de ZX Spectrum era un poco más fluida, más jugable y menos estridente.